# Spes Volley Conegliano
Spes Volley Conegliano var en volleybollklubb från Conegliano, Italien. Klubben grundades för första gången 1971 och kvalificerade sig 1989 för spel i nästa högsta serien. Klubben lades dock ner innan de fick chansen att spela i serien. Klubben återgrundades i de lägre divisionerna 1990. Efter sex raka serisegrar nådde de serie B 1996. Därefter gick vägen uppåt långsammare, men 2005 kvalificerade de sig åter för spel i serie A2 och genom att vinna serien 2007-2008 kvalificerade de sig för spel i serie A1. Under sin fjärde säsong i högsta serien (2011-2012) hamnade klubben i ekonomiska svårigheter. Den 2 januari 2012 meddelade klubben officiellt att de drog sig ur serien.